# Manoir du Diarnelez
Le manoir du Diarnelez est un édifice situé au Faouët en France.

## Localisation
Le manoir est situé sur le territoire de la commune du Faouët, au lieu-dit Diarnelez, dans le département du Morbihan en région Bretagne.

## Description
Le manoir date des XVIe et XVIIIe siècles. Édifice à un étage carré construit en moellon et granite, toiture à longs pans couverte d'ardoises ; pignon couvert ; escalier hors-œuvre : escalier tournant à retours sans jour. La galerie à arcades date du XVIe siècle ; le corps de logis nord est construit en 1702. En 1973, la galerie à arcades surmonté d'un logis a été démontée, déplacée puis vendue, et partiellement remontée dans un hôtel de tourisme à Roscoff dans le Finistère ; la chapelle et le colombier sont détruits.

## Historique
Le manoir est inscrit à l'inventaire général du patrimoine culturel.